# Célestius
Célestius ou Caelestius est un disciple de Pélage, né dans la Campanie ; vers 380, il sera déclaré hérésiarque par Rome (mais pas par les églises chrétiennes d'Orient) qui souhaite retrouver son empire qui s'effrite par le biais de la religion et qui va dès lors utiliser la chrétienté pour asseoir son pouvoir temporel.

## Biographie
Né au sein d'une famille aristocratique inconnue, il suit une formation d'avocat avant de se joindre à Pélage. Il rencontre ensuite Rufin le Syrien vers 399.
En 410, il part pour l'Afrique et débarque à Hippone avec Pélage pour y rencontrer Saint Augustin, alors absent.
En 411, il demande à être ordonné prêtre.
Il est ensuite probablement présent pour prêcher en Sicile et à Rhodes en 414.
Vers fin 415, Célestius devient prêtre à Éphèse où il reste quelques années. 
Au printemps 416, Célestius et Pélage sont condamnés par le synode ordinaire des évêques de l'Afrique Proconsulaire réunis à Carthage ainsi qu'à Milève en Numidie et excommuniés dans des lettres posthumes du pape Innocent. Mais ces synodes ne sont pas représentatifs d'une autorité comme on le concevrait aujourd'hui émanant de Rome. Les conciles n'ont d'autorité que locale. Par ailleurs ce concile le fait en dépit de la décision des évêques et patriarches qui comptent alors et font autorité, eux, dans la chrétienté. Cela arrive pour des motifs de pouvoir temporel, car Pelage enseigne d'une manière qui semble faire de l'ombre à Augustin dont Carthage soutient le pouvoir et réciproquement.
À la fin de l'été 417, le pape Zozime convoque un synode à Rome pour écouter les deux pélagiens, ceux-ci présentant un Libellus (Résumé de notre foi); ils sont alors reconnus orthodoxes par le pape. 
Le 8 novembre 417, Paulin de Milan écrit au pape pour renouveler ses accusations contre Célestius dans le Libellus adversus Caelestium. 
À partir de l'année 418, la crise pélagienne prend un nouveau tournant. En effet, le 21 mars tout d'abord, l'empereur Honorius rescrit au préfet du prétoire Palladius pour condamner les thèses pélagiens et exiler Célestius.
Ensuite, la Tractoria (Circulaire) du pape Zozime confirme la condamnation de Pélage et de Célestius. Une constitution du patrice Constance au préfet de la Ville Volusianus bannit Célestius à cent milles de Rome, celui-ci rejoint alors Pélage en Orient.
En 419, l'empereur d'Occident Honorius ordonne l'expulsion de Pélage et de Célestius de toute province ou leur arrestation.
En 423/424, Célestius tente en vain d'obtenir sa réhabilitation auprès du pape Célestin.
On le retrouve en l'année 428/429 à Constantinople en compagnie d'autres pélagiens comme Julien d'Eclane. Cette année-là Marius Mercator rédige son Aide-mémoire sur Célestius (Commonitorum super nomine Celestii).
Célestius est banni de Constantinople en 429 par l'empereur d'Orient Théodose II, il reçoit une lettre de consolation du patriarche de Constantinople Nestorius.
En 431, le concile œcuménique d'Éphèse condamne les erreurs de Célestius et, à travers lui, le pélagianisme.
« L'enfant terrible du parti » (Harnack), Célestius exprima sous la forme la plus dure et la plus agressive les idées de Pélage : négation du péché originel une fois que la personne a foi en Christ (pas de nécessité du baptême pour les petits enfants qui sont en Christ de facto), possibilité pour l'homme de vivre sans péché grâce à sa foi, parce qu'en toute charité, il fait de son mieux en son cœur, son âme et conscience, c'est-à-dire que Dieu ne lui demande pas la perfection qu'il ne lui a pas donné. Négation pratique de la grâce, la grâce n'est pas acquise par les œuvres, mais la foi et le fait de faire des choix conforme à sa foi implique tout de même une conduite conforme à la doctrine chrétienne, la grâce se retrouve dans la nature et la liberté. »